# Hypsugo ariel
Hypsugo ariel — вид рукокрилих ссавців із родини лиликових.

## Середовище проживання
Країни поширення: Єгипет (Синайський півострів), Ізраїль, Йорданія, Палестина, Саудівська Аравія, Судан, Ємен. Мешкає у скелястих районах, пустелях і напівпустелях. Зустрічається в оазах і харчується близько до землі і навколо дерев. Сідала лаштує в тріщинах і щілинах. 

## Загрози та охорона
Втрата природного середовища проживання через інтенсифікацію сільського господарства є загрозою для виду. Заходи по збереженню не проводяться. 